# Leyenda del soldado transportado de 1593

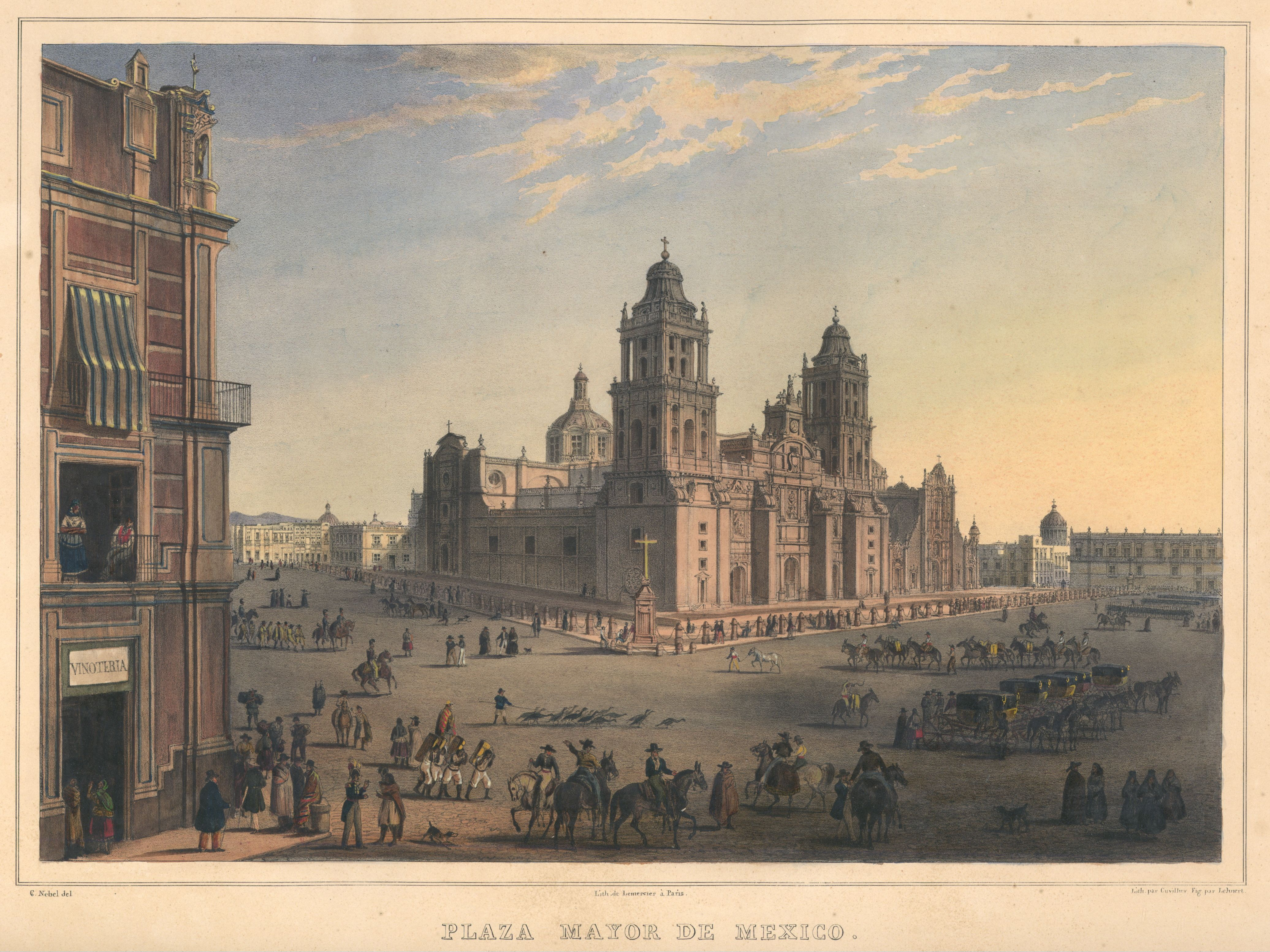
La Plaza Mayor, donde el soldado presuntamente apareció en 1593, pintada en 1836.

Una leyenda sostiene que en octubre de 1593 un soldado del Imperio español (nombrado Gil Pérez en una versión de 1908) fue misteriosamente transportado de Manila en las Filipinas a la Plaza Mayor (ahora el Zócalo) en Ciudad de México. El testimonio del soldado no fue creído por los mexicanos hasta que supieron del asesinato del gobernador de Filipinas Gómez Pérez Dasmariñas corroborado meses más tarde por los pasajeros de un barco que había cruzado el océano Pacífico con la noticia. El experto en folclore Thomas Allibone Janvier describió la leyenda en 1908 como "actual entre todas las clases de la población de la Ciudad de México".
Investigadores de lo paranormal del siglo XX que dan credibilidad a lo sucedido han dado explicaciones como que se trataría de un caso de teleportación o abducción alienígena.

## Historia
El 24 de octubre de 1593, el soldado hacía su trabajo protegiendo el palacio del Gobernador en Manila en el  Capitanía General de las Filipinas. La noche anterior, el Gobernador Gómez Pérez Dasmariñas había sido asesinado por piratas chinos, pero los guardias todavía protegían el palacio y aguardaban la proclamación de un nuevo gobernador. El soldado empezó a marearse y a sentirse agotado. Se apoyó contra la pared y descansó por un momento cerrando los ojos.
Cuándo abrió sus ojos unos cuantos segundos más tarde, se encontraba en lugar que no le resultaba familiar: en Ciudad de México, en el Virreinato de Nueva España, a miles de millas a través del océano. Algunos guardias lo encontraron con el uniforme incorrecto y empezaron a preguntarle quién era y a qué se dedicaba. La noticia del asesinato del gobernador de las Filipinas era aún desconocido en Ciudad de México. El soldado transportado llevaba, según los informes, el uniforme de la guardia en Manila y conocía la noticia del asesinato. (De hecho, Pérez Dasmariñas fue asesinado en mar, a cierta distancia de Manila.) 
Las autoridades lo llevaron a prisión por ser un desertor y con cargos de ser un siervo del diablo. Meses más tarde, las noticias de la muerte del gobernador llegaron a México en un galeón de las Filipinas. Uno de los pasajeros reconoció el soldado encarcelado y dijo que lo había visto en las Filipinas un día después de la muerte del Gobernador. Finalmente fue liberado de prisión por las autoridades y se le permitió volver a casa.

## Desarrollo
La historia ha sido referida a través de los siglos por escritores como el experto estadounidense en folclore americano Thomas Allibone Janvier, Washington Irving, Luis González Obregón, Gaspar de San Agustín, Antonio de Morga y José Rizal.
Thomas Allibone Janvier reescribió la historia como Leyenda del Espectro Viviente en la edición de 1908 de Harper's Magazine, nombrando al soldado Gil Pérez. La historia formaba parte de una serie titulada Leyendas de la Ciudad de México, publicada en un volumen completo en 1910. Janvier advierte entonces que los motivos similares son comunes en folclore. Los Cuentos de la Alhambra de Washington Irving incluyen la historia de El gobernador manco y el soldado, el cual mantiene semejanzas con la leyenda.
La historia de Janvier de 1908 se basaba en una versión española del folclorista mexicano Luis González Obregón publicada en 1900: México viejo: noticias históricas, tradiciones, leyendas y costumbres, bajo el título de Un aparecido. Obregón se basa a su vez en una narración de 1698 (100 años después del supuesto suceso) contada por Fray Gaspar de San Agustín a raíz de la conquista española de las Filipinas, el cual recuenta la historia como un hecho. San Agustín no da nombre al soldado pero si ascribe el hecho como un suceso de brujería y prácticas satánicas.
Janvier afirma que Obregón aseguró en 1609 que Antonio de Morga (juez y funcionario colonial en la Nueva España) había escrito que la muerte de Pérez Dasmariñas fue conocida el mismo día en México, pero aun así Morga ignora de cómo esto pudo ser y no menciona al soldado. José Rizal también habla de muchas otras historias milagrosas de las Filipinas españolas del tiempo; y Luis Weckmann también observa la misma relación con el México español. Una colección de 1936, Historias de vivos y muertos, incluye una versión del sucesor de Obregón, Artemio de Valle Arizpe: Por el aire vino, por la mar se fue.
Varios escritores han ofrecido explicaciones paranormales a la historia. Morris K. Jessup y Brinsley Le Poer Trench, 8.º Conde de Clancarty, sugirieron una abducción alienígena, mientras Colin Wilson y Gary Blackwood sugirieron que fue un caso de teletransportación.

### Citas
1. ↑  Martin, Matthew George (24 de julio de 2018). «Mysteries of the Philippines: The teleportation of Gil Perez» [Misterios de las Filipinas: La teletransportación de Gil Pérez].  En Martin, Matthew George; Fermin, Margaret; Walker, Timothy et al., eds. Philippines Lifestyle News (en inglés). Hong Kong, China: PLN Media Ltd.
2. 1 2  Chua, Paolo (8 de agosto de 2019). «The Mysterious Case of Gil Pérez, the Man Who Allegedly Teleported From Manila to Mexico» [El misterioso caso de Gil Pérez, el hombre que supuestamente se teletransporto desde Manila a México].  En Olanday, Clifford; Caña, Paul John; Ichimura, Anri et al., eds. Esquire Philippines (en inglés). Pasig City, Filipinas: Summit Media Publishing Co., Inc. OCLC 892070029.
3. ↑  Janvier, 1 de enero de 1910, «Note VIII. Legend of the living spectre», pp. 159-162.
4. 1 2  Janvier, Thomas Allibone (1 de diciembre de 1908). «Legends of the City of Mexico» [Leyendas de la Ciudad de México]. Harper's Monthly Magazine (en inglés) (Nueva York, Estados Unidos: Harper & Brothers Publishers) 118 (12): 63-66. ISSN 0017-789X – via HathiTrust.
5. ↑  Janvier, 1 de enero de 1910, «Legend of the living spectre», pp. 96-107.
6. ↑  Janvier, 1 de enero de 1910.
7. 1 2  Janvier, 1910, «Note VIII. Legend of the living spectre», pp. 159-162.
8. ↑  Irving, Washington (15 de febrero de 1896) [1835]. «Governor Manco and the soldier». Tales from the Alhambra [Cuentos de la Alhambra]. Standard Literature Series 4 (3ra edición). Nueva York, Estados Unidos: University Publishing Company. pp. 160-177. LCCN 07009483. OCLC 1330875 – via Archive.org.
9. ↑  González Obregón, 1900.
10. ↑  de Morga, 1890, «Capítulo Quinto: Del Gobierno de Gomez Perez Dasmariñas, y del licenciado Pedro de Rojas, que por su muerte fué elegido en el gobierno de Manila, hasta que don Luis Dasmariñas fue recibido en lugar de Gomez Perez, su padre», pp. 31-36.
11. ↑  Janvier, 1910, «Note VIII. Legend of the living spectre», pp. 159-160.
12. ↑  de Morga, 1890, «Capítulo Quinto: Del Gobierno de Gomez Perez Dasmariñas, y del licenciado Pedro de Rojas, que por su muerte fué elegido en el gobierno de Manila, hasta que don Luis Dasmariñas fue recibido en lugar de Gomez Perez, su padre», pp. 36.
13. ↑  de Morga, 1890, «Capítulo Quinto: Del Gobierno de Gomez Perez Dasmariñas, y del licenciado Pedro de Rojas, que por su muerte fué elegido en el gobierno de Manila, hasta que don Luis Dasmariñas fue recibido en lugar de Gomez Perez, su padre», pp. 31-36.
14. ↑  Weckmann, Luis (1992). «17. Miracles and Prodigies». The Medieval Heritage of Mexico (Frances M. López-Morillas, trad.) [La herencia medieval de México] (en inglés) I. Nueva York, Estados Unidos: Fordham University Press. p. 272-273. ISBN 9780823213245. LCCN 91055042. OCLC 1289754991 – via Google Books.
15. ↑  de Valle-Arizpe, Artemio (1 de enero de 1936). «Por el aire vino, por la mar se fue». Historias de vivos y muertos: Leyendas, tradiciones y sucedidos del México virreinal. Madrid, España: Biblioteca Nueva. pp. 5-12. LCCN 38003333. OCLC 432758444.
16. ↑  Ocampo, Ambeth R. (1993). Aguinaldo's Breakfast and More Looking Back Essays [El desayuno de Aguinaldo y más ensayos retrospectivos] (en inglés). Mandaluyong, Filipinas: Anvil Publishing Inc. pp. 8-9. ISBN 9712702812. LCCN 96946505. OCLC 246106224.
17. ↑  Jessup, Morris K. (1955). The Case for the UFO: Unidentified Flying Objects [La evidencia a favor del OVNI: Objetos voladores no identificados] (en inglés) (1era edición). Nueva York, Estados Unidos: Citadel Press. LCCN 55007817. OCLC 1519917.
18. ↑  Wilson, Colin (1976). Enigmas and mysteries [Enigmas y misterios] (en inglés). Nueva York, Estados Unidos: Doubleday. p. 29. ISBN 9780385113212. LCCN 76018373. OCLC 251321782.
19. ↑  Blackwood, Gary L. (1999). Extraordinary Events and Oddball Occurrences [Eventos extraordinarios y episodios extraños] (en inglés). Nueva York, Estados Unidos: Benchmark Books. ISBN 9780761407485. LCCN 98030261. OCLC 39700770.
20. ↑  Trench, Brinsley Le Poer (1975). Mysterious visitors: The UFO story [Visitantes misteriosos: La historia OVNI] (en inglés). Nueva York, Estados Unidos: Pan Books. pp. 32–33. ISBN 9780330242523. LCCN 75323620. OCLC 7865092.
21. ↑  Elbehiery, Khaled; Elbehiery, Hussam (26 de enero de 2021).  Magdi, Dalia A.; Helmy, Yehia K.; Mamdouh, Mohamed et al., eds. Teleportation; Next Leap to Outer Space [Teletransportación; siguiente salto al espacio exterior]. Second World Conference on Internet of Things: Applications & Future (ITAF 2020) (en inglés). Cairo, Egipto: Global Knowledge Research Foundation. pp. 153-168. ISBN 978-981-16-2275-5. doi:10.1007/978-981-16-2275-5_9
Actas de la conferencia publicadas en el libro Digital Transformation Technology por Springer